# Loco in Acapulco
Loco in Acapulco ist ein Lied der US-amerikanischen Soulband Four Tops, das im August 1988 erschien.

## Entstehung und Veröffentlichung
Getextet, komponiert und produziert wurde das Lied gemeinsam von Phil Collins und Lamont Dozier. Inhaltlich geht es in dem Lied um das Feiern in der mexikanischen Stadt Acapulco.
Die Erstveröffentlichung von Loco in Acapulco erfolgte am 25. August 1988 bei Arista Records, als Teil des 25. Four-Tops-Studioalbums Indestructible (Katalognummer: ARCD-8492). Am 12. September 1988 erschien das Lied zudem als Teil des Soundtracks zu Buster bei WEA Records (Katalognummer: 255 984-2), einem Fil, in dem Koautor Collins zu sehen ist. Am 14. November desselben Jahres erschien das Lied als Singleauskopplung. Diese erschien als 7″-Single mit der B-Seite The Four of Us (Katalognummer: 111 850). Im Folgejahr erschienen weitere Singleausführungen, die um weitere B-Seiten ergänzt wurden.

## Kommerzieller Erfolg

### Chartplatzierungen
Loco in Acapulco avancierte mit Rang sieben zum Top-10-Hit im Vereinigten Königreich. Darüber hinaus erreichte es Chartplatzierungen in den Niederlanden (Rang 11), Belgien-Flandern (Rang 13) oder auch Deutschland (Rang 23).
| ChartsChartplatzierungen     | Höchstplatzierung | Wochen |
| ---------------------------- | ----------------- | ------ |
| Deutschland (GfK)            | 23 (16 Wo.)       | 16     |
| Vereinigtes Königreich (OCC) | 7 (13 Wo.)        | 13     |

### Auszeichnungen für Musikverkäufe
| Land/Region                  | Auszeichnungen für Musikverkäufe (Land/Region, Auszeichnung, Verkäufe) | Verkäufe |
| ---------------------------- | ---------------------------------------------------------------------- | -------- |
| Vereinigtes Königreich (BPI) | Gold                                                                   | 400.000  |
| Insgesamt                    | 1× Gold ·                                                              | 400.000  |